# Tobere
Tobere est une ville du Botswana.